# Amt Laage-Land

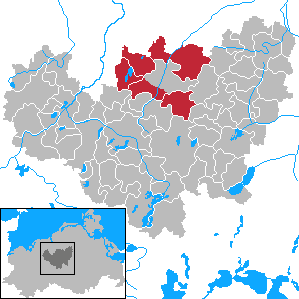
Amt Laage-Land im ehemaligen Landkreis Güstrow

Im Amt Laage-Land (Landkreis Rostock in Mecklenburg-Vorpommern) waren seit 1992 die zehn Gemeinden Alt Kätwin, Diekhof, Groß Ridsenow, Hohen Sprenz, Liessow, Pölitz, Sabel, Striesdorf, Wardow und Weitendorf zur Erledigung ihrer Verwaltungsgeschäfte zusammengeschlossen. Der Verwaltungssitz befand sich in der nicht amtsangehörigen Stadt Laage.
Am 31. Dezember 1999 wurde aus den vormals selbständigen Gemeinden Sabel und Striesdorf die neue Gemeinde Dolgen am See gebildet. Groß Ridsenow und Alt Kätwin wurden am 1. Januar 2004 nach Wardow eingemeindet, die Gemeinde Pölitz nach Diekhof. Schließlich kam Liessow am 13. Juni 2004 an Laage.
Das Amt bestand bis zur Auflösung am 1. August 2004. Die Gemeinden bilden nun zusammen mit der Stadt Laage das Amt Laage.